# Os Blancos
Os Blancos – gmina w Hiszpanii, w prowincji Ourense, w Galicji, o powierzchni 47,56 km². W 2011 roku gmina liczyła 974 mieszkańców.